# Finais da Copa Stanley de 1916
As finais da Copa Stanley de 1916 foram disputadas entre o Canadiens de Montréal e o Portland Rosebuds, campeões da National Hockey Association (NHA) e da Pacific Coast Hockey Association (PCHA), respectivamente. Esta foi a primeira vez que um torneio melhor de cinco foi realizado à distância. Além disso, os Rosebuds foram a primeira equipe sediada nos Estados Unidos a jogar a Copa Stanley. Os Canadiens derrotaram os Rosebuds por três jogos a dois, na série de jogos de melhor de cinco.